# Salvador de la Vega
Salvador de la Vega fue un fundidor español radicado en la Nueva España a finales del siglo XVIII y principios del siglo XIX. Entre sus trabajos se conocen tres campanas de la Catedral Metropolitana de la Ciudad de México, hechas en 1791, y la fundición de la estatua ecuestre del rey Carlos IV, conocida como El Caballito, realizada por el arquitecto y escultor Manuel Tolsá.

## Biografía

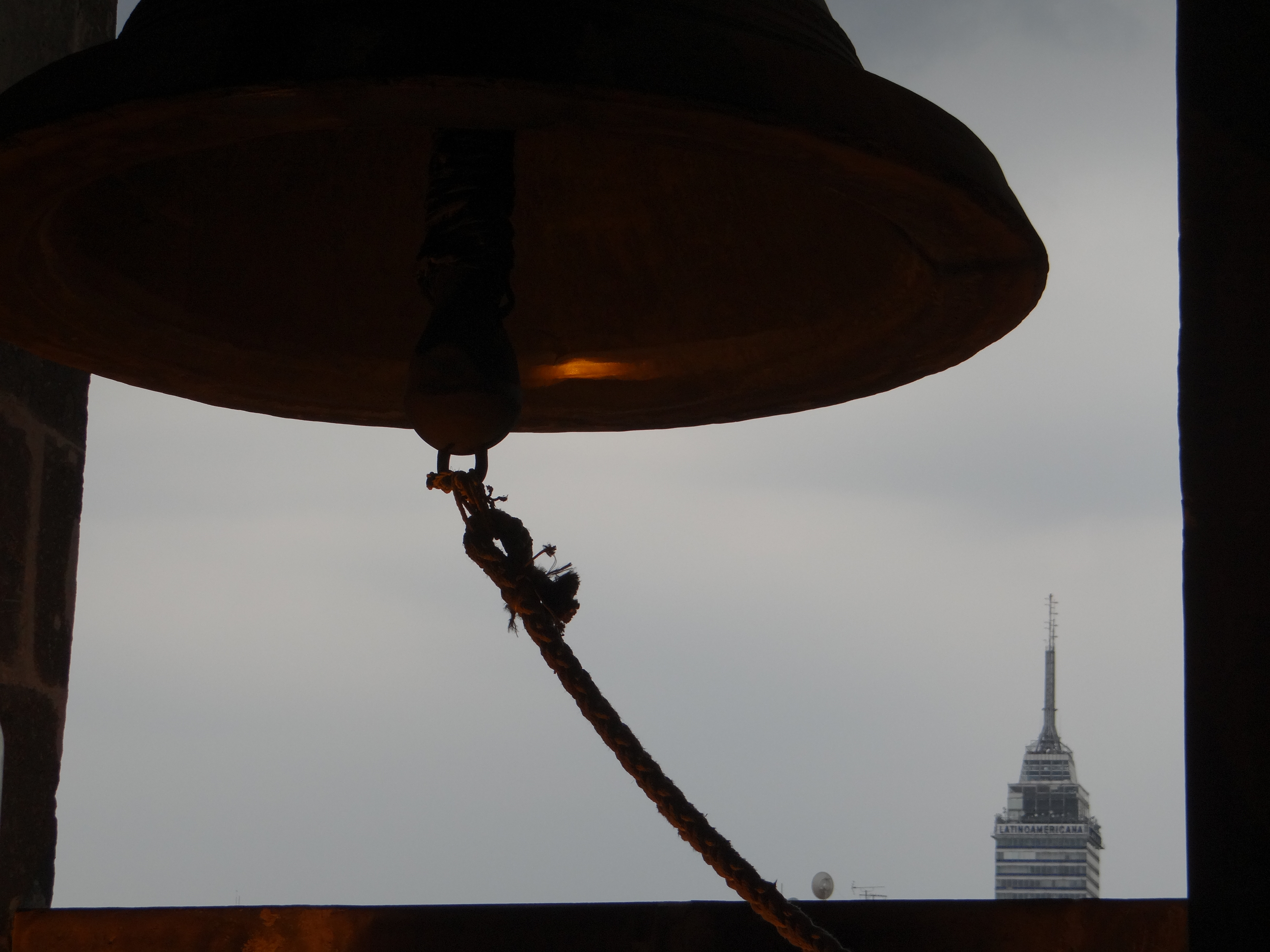
De la Vega fundió tres campanas para la Catedral de la Ciudad de México

Se ignora sus fechas vitales, el lugar en el que nació y en dónde falleció. Tampoco se conocen datos sobre su familia o su vida. Se sabe que radicó en la Ciudad de México a finales del siglo XVIII y principios del siglo XIX. Trabajó para la Real Casa de Moneda y en el Molino de la Pólvora y tenía su taller de fundición en las Lomas de Tacubaya. Él se ofreció para fundir tres campanas de Catedral, lo cual fue aceptado por las amplias recomendaciones que los directores de las instituciones donde prestaba sus servicios hicieron de él.
Antes de recibir el trabajo, de la Vega redactó una escritura de concierto para fundir las campanas. En ella se obligó a que si su calidad y sonido si no eran satisfactorios, las refundiría a su costa. El trabajo de fundición fue hecho en 1791.

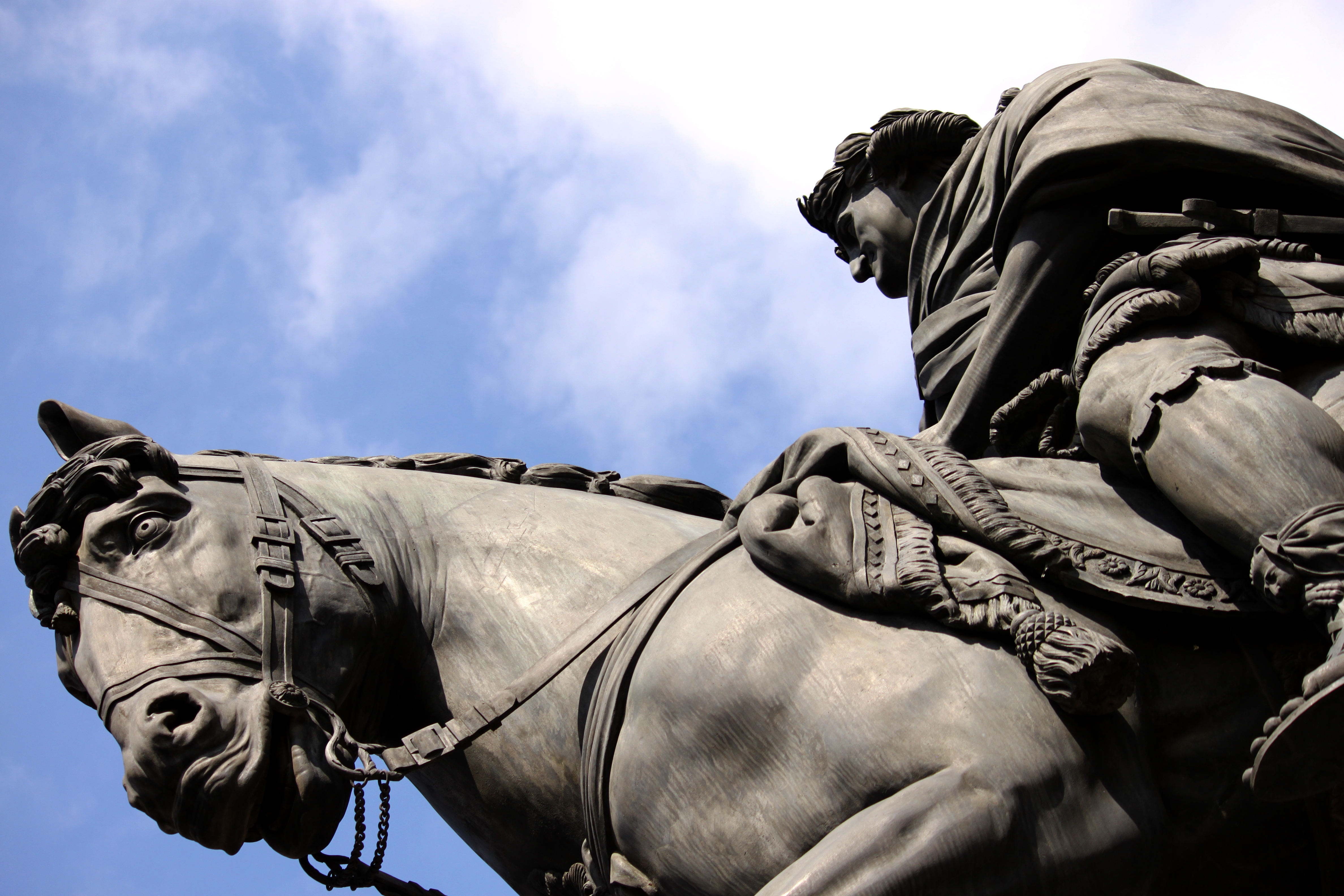
De la Vega fundió El Caballito de Tolsá

Conocido por su habilidad extraordinaria de maestro fundidor, Manuel Tolsá le encomendó fundir la estatua ecuestre de Carlos IV, llamada El Caballito. De la Vega llevó a cabo la fundición con gran éxito, aunque otros fundidores habían fracasado. Entregó su trabajo en noviembre de 1803. La escultura fue inaugurada en diciembre del mismo año y permaneció en la Plaza de Armas de la Ciudad de México, hoy llamada Zócalo hasta 1823. Tras varios cambios de ubicación, hoy se encuentra en la Plaza Manuel Tolsá.